# Sonnhilde Kallus
Sonnhilde Kallus, geborene Hausschild (* 1. September 1935 in Nassau; † 20. Juni 2007 ebenda) war eine deutsche Skilangläuferin.
Die aus der osterzgebirgischen Gemeinde Nassau stammende Sonnhilde Kallus besuchte von 1942 bis 1950 die Volksschule. Danach trat sie in den elterlichen Landwirtschaftsbetrieb ein. Im BSG Traktor Nassau begann sie an Skiwettbewerben teilzunehmen. Ihren ersten Wettkampf konnte sie 1951 in ihrem Heimatort gewinnen. Sie wechselte 1954 zum SC Dynamo Klingenthal. Sie feierte vor allem in der zweiten Hälfte der 1950er Jahre Erfolge. Von 1955 bis 1957 wurde sie dreimal in Folge DDR-Meisterin über 10 Kilometer. 1956 gewann sie zudem den Titel mit der Staffel Klingenthals. Noch unter ihrem Geburtsnamen Hausschild startete sie 1956 in Cortina d’Ampezzo erstmals bei Olympischen Winterspielen. Über zehn Kilometer wurde sie zeitgleich mit ihrer Mannschaftskollegin Else Ammann 20., zudem mit dieser und Elfriede Spiegelhauer Siebte im Staffelrennen. Seit ihrer Hochzeit im Oktober 1956 startete sie unter ihrem Ehenamen Kallus. Bei den Weltmeisterschaften 1958 in Lahti belegte sie über zehn Kilometer den 11. Platz, mit der Staffel wurde sie Sechste. Auch 1960 in Squaw Valley trat sie in diesen beiden Disziplinen an. Über zehn Kilometer wurde Kallus 18., mit Rita Czech-Blasel und Renate Borges im Staffelwettbewerb Fünfte. Die Weltmeisterschaften 1962 in Zakopane waren ihre letzten großen internationalen Meisterschaften. Sie belegte den 11. Platz über fünf Kilometer, den 12. Platz über zehn Kilometer und den fünften Platz mit der Staffel. Nach Beendigung ihrer sportlichen Karriere war sie in der Landwirtschaft tätig.